# Distretto urbano di Mtwara
Il distretto urbano di Mtwara è un distretto della Tanzania situato nella regione di Mtwara. È suddiviso in 15 circoscrizioni (wards) e conta una popolazione di 108 299 abitanti (censimento 2012). 
Elenco delle circoscrizioni:
- Chikongola
- Chuno
- Jangwani
- Kisungule
- Likombe
- Magengeni
- Majengo
- Mitengo
- Mtonya
- Naliendele
- Rahaleo
- Railway
- Shangani
- Ufukoni
- Vigaeni